# O Gud, som ej de spädas röst föraktar
O Gud, som ej de spädas röst föraktar är en barnpsalm i åtta verser av Jesper Swedberg. 
Inledningsorden 1695 lyder:
O Gudh! som eij the spädas röst förachtar
Hielp doch at jagh af barnsligh lijt betrachtar
Enligt 1697 års koralbok användes en melodi som användes till flera psalmer: Pris vare Gud, som min hand lärer strida (nr 105), Lova Gud i himmelshöjd (nr 112), Är jag allen en främling här på jorden (nr 258), O Store Gudh, min Fader och min HErre (nr 300) och Lof, prijs och tack ske tigh (nr 302).

## Publicerad som
- Nr 330 i 1695 års psalmbok under rubriken "Barna-Psalmer".
- Nr 342 i 1819 års psalmbok under rubriken "Med avseende på särskilda personer, tider och omständigheter: Makar, föräldrar, barn: För barn".